# 北方太阳鱼
北方太阳鱼（学名：Lepomis peltastes）是鲈形目（曾为已弃用的日鲈目）太阳鱼科太阳鱼属的一种淡水辐鳍鱼。北方太阳鱼曾被定义为长耳太阳鱼（Lepomis megalotis）的亚种，现在已被看做分别的物种，但在学术上仍有争议。

## 描述

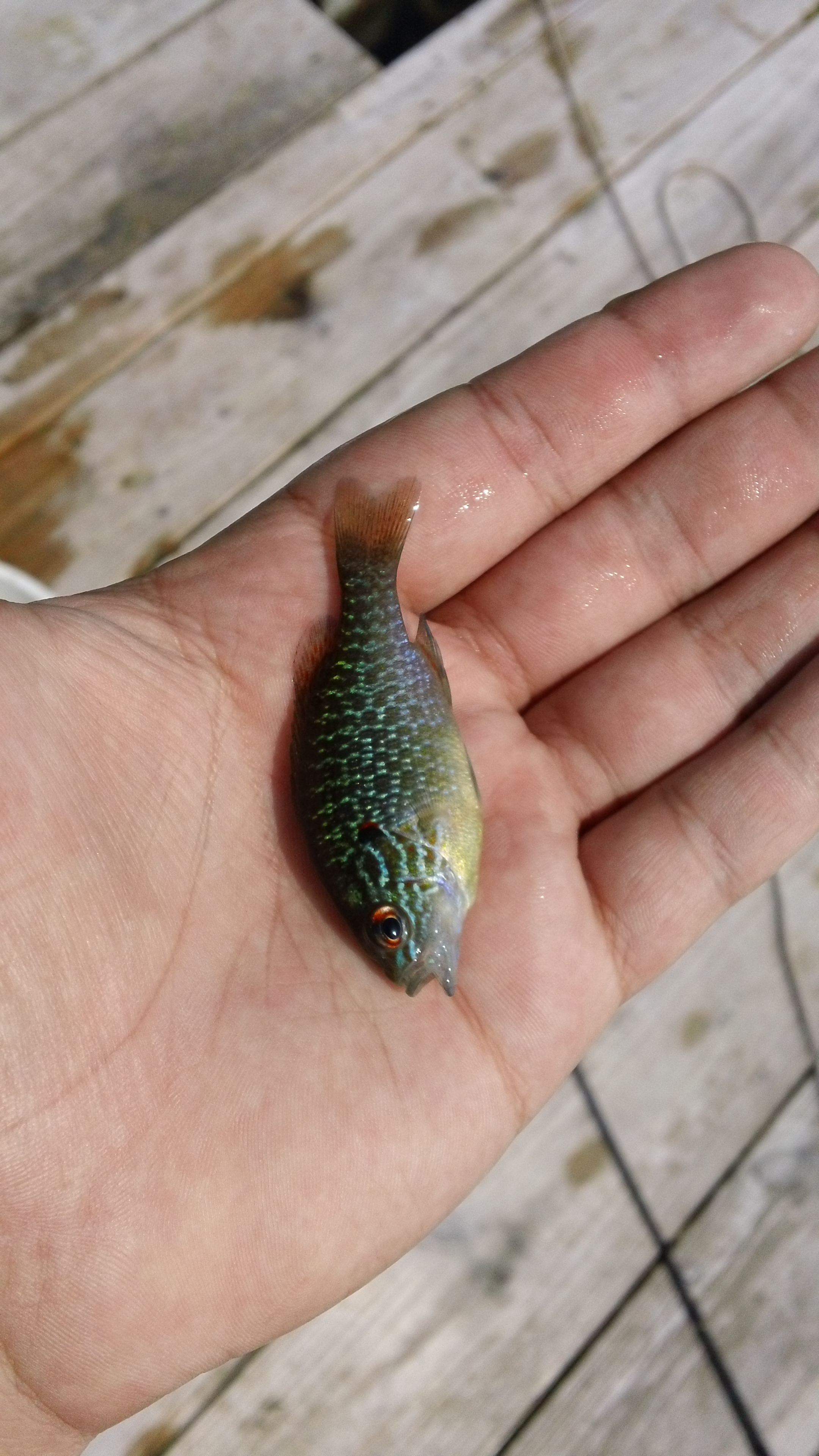
在美国密歇根州利勒诺湖（Lake Leelanau）捕捉的一条小北方太阳鱼

北方太阳鱼的体长最大记录是14.8（5.8英寸），和长耳太阳鱼的外形很像，都是体型较小、颜色鲜艳的煎锅鱼，都有着形似“耳朵”的较长鳃盖都。两者从嘴部到鳃盖都有“纹面”式的斑点，但北方太阳鱼的鳃盖通常有红白相间的镶边，而长耳太阳鱼则鳃盖为白边。两者的腹部都是橙色，侧面都是橄榄色或绿松色底色，但北方太阳鱼通常为蜂窝图案分布的浅色斑纹，而长耳太阳鱼则主要是斑点图案。因为这些外形上的不同实在太少，所以两者通常非常难以分辨，很长时间内北方太阳鱼都被看做是长耳太阳鱼在较高纬度地区的一个亚种。将北部太阳鱼归类为单独物种是美国鱼类学家卡尔·莱维特·哈布斯（Carl Leavitt Hubbs，1894～1979）在晚年提出的。

## 栖息地
北方太阳鱼栖息于落基山脉以东、美国本土最北部和加拿大东部的水系，包括圣劳伦斯河、五大湖、哈德森湾和密西西比河上游的流域。它们比较倾向岩石为底、细砂为岸、较为安静的小型河流和溪流，并且喜欢可以遮蔽水流的水草。

## 食谱
北方太阳鱼主要以捕食水中和水边的昆虫（比如螨虫）和其它小型无脊椎动物（比如微型甲壳动物）为主，但也会吃鱼卵、软体动物、丝状藻类和体型比其口部更小的鱼类。北方太阳鱼比同属的其它太阳鱼更加杂食，而且会更时常到水面觅食。

## 保护
北方太阳鱼从1979年开始就在威斯康星州被列为受威胁物种，但也仅有此州如此，而且可能和当地农业废弃物径流导致的水污染和高浊度有关。明尼苏达州对北方太阳鱼在其境内零散分布的研究，得出结论认为这种鱼对水域的挑剔程度令人难以置信，使得许多保护人士认为应当将其归为重点关注物种。